# La casa del qué dirán
La casa del qué dirán es una tragicomedia estrenada en la década de 1970, obra del escritor, dramaturgo y poeta ecuatoriano José Martínez Queirolo, conocido en el ámbito teatral como Pipo. Cuenta la historia de una familia que, atacada por las ‘brujas del qué dirán’, ve su vida íntima expuesta a la vista de todos, hasta los detalles más íntimos. La obra pretende reflejar la sociedad latinoamericana, alegando que se ha convertido en una sociedad cuyo fin principal es preocuparse de la vida de los demás. Es una de las obras más emblemáticas de José Martínez Queirolo, que en 1962 ganó el Premio Nacional de Dramaturgia.

## Argumento
La casa del qué dirán está ambientada en el seno de una familia atacada por las brujas del qué dirán, y mira que su vida íntima es expuesta a la vista de todos. Cruz, una de las hijas de esta familia, a quien llaman "La Loca", decide romper con el encierro de lo que dice la sociedad y hace lo que se le da la gana, y se desata los conflictos en el seno de la familia.

## Personajes de la obra
La casa del qué dirán está ambientada en el seno de una familia atacada por las brujas del qué dirán y mira que su vida íntima es expuesta a la vista de todos. Las brujas, representan a las personas que se encargan de no solo de investigar todos los detalles de tu vida, sino también de exponerlas e incluso exagerarla en ocasiones. Cruz, una de las hijas de esta familia, a quien llaman "La Loca" decide romper con el encierro de lo que dice la sociedad y hace lo que quiere, y estallan conflictos en el seno de la familia.
Personajes principales
- Cruz, la loca: Se la llama Cruz, pero debido a la forma de actuar de este personaje; a la forma en que toma decisiones en las situaciones y por todas las cosas que cuentan acerca de sus amores y se denomina de una u otra forma como un personaje loco y que no esta consiente de los hechos.
- Isolda, (hermana de Cruz): Es la inteligente de la familia, la más madura y la que está consciente de sus acciones, analiza las situaciones de forma madura. Ella es la que está más expuesta a la sociedad la cual le impide tener privacidad también como los padres le da prioridada lo que dicen la sociedad.
- Crispín: Es el amor de Isolda, en la obra se lo conoce también como el lobo, y esto se debe a que así son considerados los hombres que quieren tener una gran relación llena de pasión y amor con una mujer. El se ve afectado por Isolda al ella darle importancia a lo que dirán los espectadores

Personajes secundarios
- Las brujas: (Celestina, Maritón, y la niña) hacen de la familia el tema de discusión, y que no se preocupan por la sociedad ni por el qué dirán, al mismo tiempo provocan preocupación en la familia por lo que pueda decir la sociedad. También son las personas que cambian las paredes por las cortinas en la casa.
- Padres: tienen problemás matrimoniales. Al comienzo de la obra ellos se tratan normalmente, pero al momento de los problemas comienzan a tratarse con vulgaridad e irrespeto. Y todos sus problemas se comienzan a basar con la sociedad debido a la toda la privacidad que perdieron a causa de las brujas.
- La sirvienta: Tiene un grancambio conforme pasa la obra, esto se debe a que cuando se encuentra con sus amos es una mujer comportada y que obedece toda orden; cuando sale al exterior se siente una mujer libre de hacer lo que ella quiere.
- Vieja: Es un personaje cuerdo en la obram y esto se debe a que ella padece de sordera, y le da igual lo que digan los demás, porque no escucha.
- Las vecinas: Son la voz del pueblo, están pendientes de todos los hechos, representados en los rumores.

## Escenografía
- Casa sin paredes (espacio abierto)
- La calle (espacio abierto)
- Iglesia (espacio cerrado)

## Frases en la obra
- Larga lengua, larga vista, vieja beata y masoquista. Intenvor del qué diran, protéjemos Satán.[4]
- Aunque muchos lo diga que lo dirán, estamos revestidas de castidad, y somos en el pueblo y la ciudad solemnes diputadas de la verdad.[4]
- Ya se olvido la vaca que fue ternera, que bailo en una pata para San Juan, y aunque muchos lo digan, ¡qué dirán![4]
- Sencilla es la canción, pero mala la voluntad, para que aprendan, vamos a mostrarles la casa del qué dirán.